# 아시오스 (사모스)
아시오스는 암피톨레모스의 아들로, 고대 그리스의 계보(系譜) 시인이다. 그는 대략 기원전 7세기에서 헤시오도스 이후 아마도 기원전 6세기경 사이에 살았다. 그는 사모스 출신으로, 아테나이오스는 그를 "늙은 사모스 시인" 이라고 불렀다. 아시오스는 서사시와 엘레지를 썼지만, 그 내용은 인정받지 못했다. 파우사니아스는 신화적 자료 때문에 그의 글을 이용했다고 언급했다. 다른 고대 작가들(아테나이오스, 파우사니아스, 스트라본, 아폴로도로스 등등)이 아시오스의 서사시에서 인용한 부분은 가족 관계(계보)에 관련된 것이었다. 일반 운문으로 쓰인 아시오스의 엘레지는 일부를 분실하였다.